# Варлиц
Варлиц (њем. Warlitz) општина је у њемачкој савезној држави Мекленбург-Западна Померанија. Једно је од 89 општинских средишта округа Лудвигслуст. Према процјени из 2010. у општини је живјело 476 становника. Посједује регионалну шифру (AGS) 13054111.

## Географски и демографски подаци
Варлиц се налази у савезној држави Мекленбург-Западна Померанија у округу Лудвигслуст. Општина се налази на надморској висини од 16 метара. Површина општине износи 23,7 km². У самом мјесту је, према процјени из 2010. године, живјело 476 становника. Просјечна густина становништва износи 20 становника/km².

## Међународна сарадња
| Мјесто | Држава  | Врста сарадње | Од    |
| ------ | ------- | ------------- | ----- |
| Сефле  | Шведска | партнерство   | 2007. |
|        | САД     | пријатељство  | 2008. |
| Извор  |         |               |       |